# NOCO
NOCO（のこ、1992年4月9日 - ）は日本の埼玉県出身のイラストレーター。代表作は『ソフィーのアトリエ』。
好きなゲームとして『真・女神転生』、『真・女神転生II』、『真・女神転生III』を挙げており、同作のデザインを担当した金子一馬を尊敬している。

## 作品

### 小説挿絵
- 艦隊これくしょん -艦これ- 陽炎、抜錨します!
- 魔女の絶対道徳
- 祓魔科教官の補習授業
- 大正空想魔術夜話 墜落乙女ジヱノサヰド
- S.I.A. ―生徒会秘密情報部―
- しずまれ! 俺の左腕
- 魔法の子
- 神託学園の超越者
- 蒼冥のユーラット
- グランクレスト・リプレイ ライブ・ファクトリー
- デート・ア・バレット（デート・ア・ライブスピンオフ作品）
- Fate/Requiem
- 機動戦士ガンダム 異世界宇宙世紀 二十四歳職業OL、転生先でキシリアやってます
- 蒼剣の歪み絶ち

### ゲーム
- アトリエシリーズ（キャラクターデザイン）
  - ソフィーのアトリエ 〜不思議な本の錬金術士〜（2015年）
  - フィリスのアトリエ 〜不思議な旅の錬金術士〜（2016年）
  - リディー&スールのアトリエ 〜不思議な絵画の錬金術士〜（2017年）
  - ネルケと伝説の錬金術士たち 〜新たな大地のアトリエ〜（2019年）
  - ソフィーのアトリエ2 〜不思議な夢の錬金術士〜（2022年）
- Fate/Grand Order（2016年 - 2020年、概念礼装イラスト、キャラクターデザイン）
- マギアレコード 魔法少女まどか☆マギカ外伝（2018年、キャラクターデザイン）

### その他
- ファンタジア文庫放送局 ドファー（キャラクターデザイン[2]）
- ガスト公式キャラクター「がすとちゃん」（2019年 - 、キャラクターデザイン）